# 1954 w informatyce
Kalendarium informatyczne 1954 roku
- Powstał język programowania Fortran[1].
- Jack Tramiel założył firmę Commodore[2].
- Do produkcji trafił wyposażony w jednostkę zmiennoprzecinkową IBM 704[3].